# Сапієнца
Сапієнца або Сап'єнца (грец. Σαπιέντζα; тур. Barak Reis Adası) — грецький острів біля південного узбережжя Пелопоннесу, навпроти міста Метоні. Географічно належить до південної групи Іонічних островів. Адміністративно входить до муніципалітету Пілос-Нестор у Месенії. Сапієнца — другий за величиною острів групи островів Інусе, невеликої групи островів, до якої крім Сапієнци входить ще острів Скіза та декілька невеличких острівців та скель. Його назва має італійське походження і означає мудрість. На південний захід від острова Сапієнца знаходиться Впадина Каліпсо, найглибша точка Середземного моря з завглибшки 5 267 метрів. За даними перепису 2011 року, на острові проживало 2 мешканці.

## Опис
Оскільки острів розташований на головному морському шляху між Італією та Близьким Сходом, біля нього знайдено багато залишків кораблетрощ. Деякі з затонулих кораблів перевозили важливий вантаж, як-от затонулий на глибині 10 м корабель Томана, який перевозив колони з червоного граніту для перистилю храму Ірода в Кесарії Палестинській. На глибині 15 метрів лежить судно з кам'яними саркофагами, що затонуло в III столітті. С 2013 року підводний археологічний парк біля острова відкритий для дайвінгу.
В північній частині острова знаходиться зручна бухта і пісчаний пляж Амос (грец. Άμμος — «пісок»), який відвідують туристи для купання. На скелястих пагорбах у північній частині острова в період франкократії існував монастир бенедиктинців (або госпітальєрів). Поруч з заповідним лісом знаходиться долина Спартолака (грец. Σπαρτόλακκα).
В східній частині острова розташована скеляста затока Магазакія (грец. Μαγαζάκια) з причалом для суден. У південно-східній частині острова росташована затока Порто-Лонго с острівцем Боба (грец. Μπόμπα), на якому, за легендою висаджувався апостол Павло. На південному мисі острова у 1885 році було збудовано 8-метровий восьмикутний маяк, який був автоматизований в 1989 році, що зробило перебування людей на острові необов'язковим.
Сапієнца вкрита багатою рослинністю з густими чагарниками й багаторічними падубами, суничниками та іншими середземноморськими рослинами. На острові розташований один із найстаріших лісів у Середземномор'ї, що має вік до 15 тис. років. З цієї причини Сапієнца та інші острови групи Інусе були включені до мережі Natura 2000 з кодом GR2550003.

## Історія

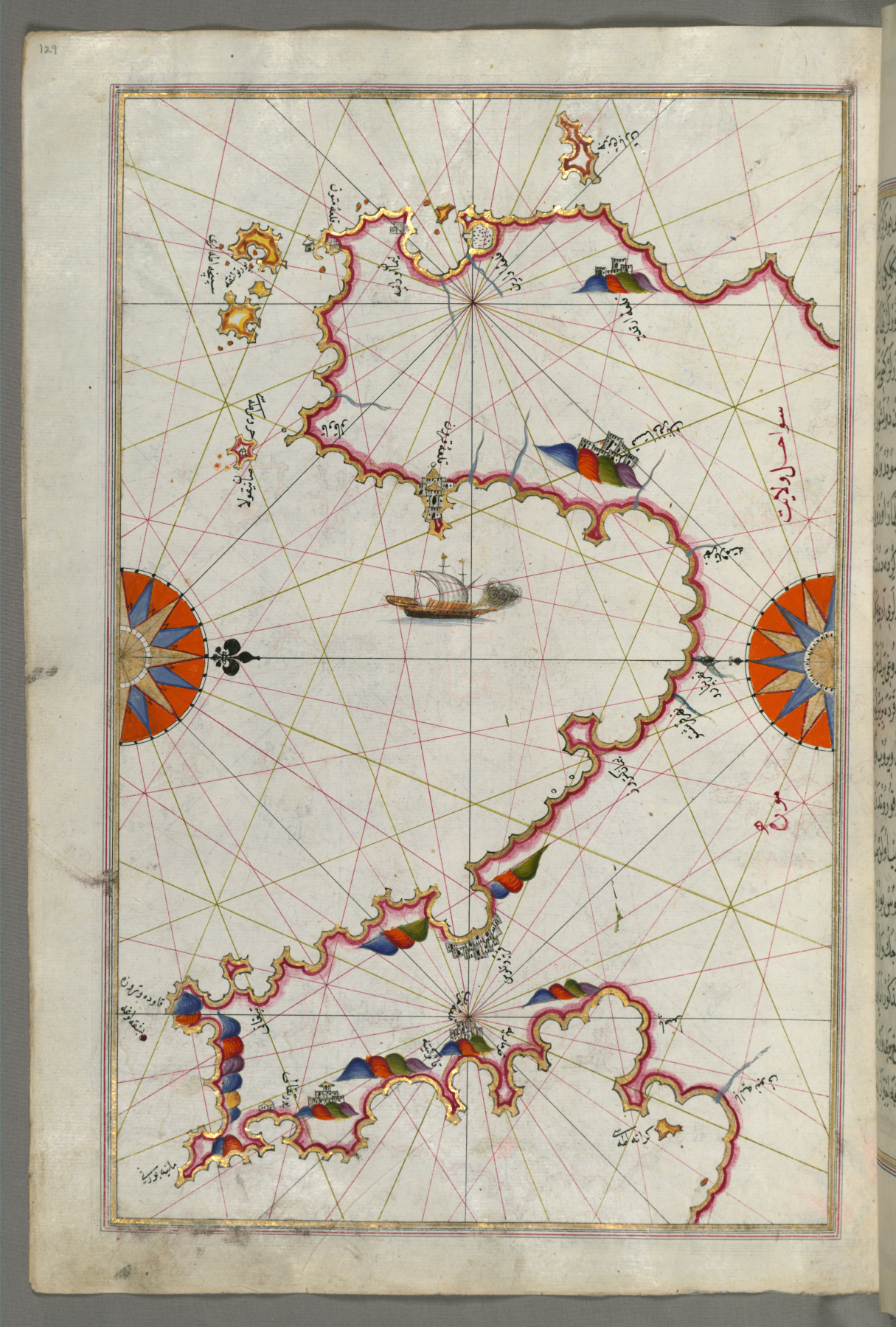
Пірі-реїс. Карта затоки Месініакос з островом Сапієнца. Художній музей Волтерс

У 1209 році було укладено Сапієнською угоду між Венеційською Республікою та Князівством Ахея. За цим договором сама Сапієнца, а також замки Метоні та Короні залишилися під венеційським правлінням, тоді як решта Пелопоннесу відійшла під владу князя Ахеї Жоффруа I де Віллардуен.
У 1354 році венеційський і генуезький флоти зійшлися в Битві при Сапіенці. Венеційський флот, що зайняв оборону в затоці Порто-Лонго був атакований генуезцями, які прорвались через щільний стрій венеційських галер в глиб затоки і у підсумку святкували беззастережну перемогу.
В серпні 1499 року в ході Другої османсько-венеційської війни біля острова відбулась Битва при Сапієнці (тур. Sapienza Deniz Muharebesi), також знана як Битва при Дзонкйо — перша в історії значна морська битва з використанням кораблів, озброєних гарматами. Османським флотом командував адмірал Кемаль-реїс, венеційським — капітан-генерал Антоніо Грімані. Битва завершилася впевненою стратегічною перемогою флоту Османської імперії. У найбільш критичний момент битви дві венеційські караки під командуванням Андреа Лоредана (з впливової венеційської родини Лоредану) і Альбана д'Армера взяли на абордаж один з флагманських кораблів турецького флоту. Командир турецького корабля Бурак-реїс, бувши не в змозі розчепитися з венеційськими кораблями, вирішив за краще підпалити свій корабель. Вигляд трьох палаючих разом великих кораблів завдав серйозної шкоди бойовому духу венеційців. На честь османського флотоводця острову дали турецьку назву Бурак-реїс (тур. Barak Reis Adası).
Після Грецької війни за незалежність Сапієнца увійшла до складу грецької держави. Однак, під час справи Пасіфіко британці заявили про свої права на Спієнцу, як частину Іонічної республіки протекторату Великої Британії. 1864 року за Лондонським договором острова Іонічної республіки відійшли Греції.